# Bouncers
Pour les articles homonymes, voir Bouncer.
Bouncers  est un jeu vidéo de basket-ball sorti en 1994 sur Mega-CD. Le jeu a été développé par Dynamix et édité par Sega.